# El Cuá
El Cuá è un comune del Nicaragua facente parte del dipartimento di Jinotega.